# ایستماونت (واشینگتن)
ایستماونت (به انگلیسی: Eastmont) یک منطقهٔ مسکونی در ایالات متحده آمریکا است که در شهرستان اسنوهومیش، واشینگتن واقع شده‌است. ایستماونت ۱۳٫۲۴ کیلومتر مربع مساحت و ۲۰٬۱۰۱ نفر جمعیت دارد.